# Borgarfjarðarhreppur
Borgarfjarðarhreppur est une ancienne municipalité du nord-est de l'Islande.
En 2020, la municipalité est fusionnée avec trois autres pour constituer la nouvelle municipalité de Múlaþing.

## Démographie
Selon le référencement de 2011, Borgarfjarðarhreppur comptait 141 habitants.